# Ildaura Murillo-Rohde
Ildaura Murillo-Rohde (6 de septiembre de 1920-5 de septiembre de 2010) fue una enfermera, académica y administradora organizacional panameña. Fundó la Asociación Nacional de Enfermeras Hispanas en 1975.
Se especializó en enfermería psiquiátrica y ocupó cargos académicos en varias universidades. Fue consultora de la Organización Mundial de la Salud para el gobierno de Guatemala y fue nombrada Representante Permanente de la ONU ante la UNICEF para la Federación Internacional de Mujeres Empresarias y Profesionales. Fue nombrada Leyenda Viviente de la Academia Estadounidense de Enfermería en 1994. 

## Biografía
Nació el 6 de septiembre de 1920 en Panamá. Llegó a los Estados Unidos en 1945. Obtuvo un diploma de enfermería de la Escuela de Enfermería del Hospital Médico y Quirúrgico en 1948. Obtuvo una licenciatura en enseñanza y supervisión de enfermería psiquiátrica de Teachers College por la Universidad de Columbia. Obtuvo una maestría en enseñanza y desarrollo curricular y una maestría en educación y administración, ambas de Columbia.
En 1971 fue la primera enfermera hispana que recibió un doctorado de la Universidad de Nueva York (NYU). Murillo-Rohde se dedicó a la población hispana en su trabajo como enfermera psiquiátrica y se centró en la conciencia cultural en la práctica de enfermería. En su artículo La vida familiar entre los puertorriqueños continentales en los barrios marginales de la ciudad de Nueva York, enfatizó que podría haber una “cultura dentro de una cultura” y que una enfermera debe conocer bien cada cultura para brindar la mejor atención. Murillo-Rohde se convirtió en decana asociada en la Universidad de Washington y fue la primera decana de enfermería hispana en NYU. Fundó la Asociación Nacional de Enfermeras de Apellidos Hispanos (NASSSN), conocida como la Asociación Nacional de Enfermeras Hispanas (NAHN) después de 1979, y se desempeñó como su primera presidenta.
En 1991 David Dinkins la nombró en una comisión que examinó la calidad de la atención en los hospitales de la ciudad de Nueva York. En 1994, fue nombrada Leyenda Viviente de la Academia Estadounidense de Enfermería. Murillo-Rohde murió en Panamá el 5 de septiembre de 2010, un día antes de cumplir 90 años.

## Honores
La NAHN otorga una beca y un premio a la excelencia educativa en su honor.
Para marcar el inicio del Mes Nacional de la Herencia Hispana de 2021, Google le dedicó en homenaje el doodle del 15 de septiembre de 2021.